# Нет и да
«Нет и да» — советская лирическая музыкальная комедия 1966 года режиссёра Аркадия Кольцатого.
Цветной стереофильм, один из немногих советских фильмов 3D — первый стереоскопический фильм, снятый в киносистеме «Стерео-70».

## Сюжет
История любви молодого строителя-маляра Лёни Панкина к Люсе Кораблёвой, приехавшей в Москву поступать в институт физкультуры.

## В ролях
В главной роли:
- Людмила Гурченко — Люся Кораблёва
- Всеволод Абдулов — Лёнька Панкин

В других ролях:
- Владимир Гуляев — Титаренко
- Константин Сорокин — Матвей Матвеевич, комендант
- Евгений Жариков — Андрей
- Игорь Ясулович — Юра
- Лариса Лужина — Аня
- Николай Крючков — председатель комиссии
- Людмила Карауш — Конкина
- Георгий Георгиу — покупатель
- Людмила Давыдова — Валя
- Клавдия Хабарова — Настя

В эпизодах:
- Михаил Селютин
- Галина Самохина
- Вера Бурлакова
- Анатолий Грачёв
- Зоя Исаева
- Иван Косых
- Галина Комарова
- Евгений Кравинский
- Яков Ленц
- Александр Лебедев
- Владимир Пицек
- Николай Сморчков
- Светлана Швайко
- Геннадий Ялович

Также в фильме можно видеть известных спортсменов:
- Лев Яшин
- Наталья Кучинская
- Лариса Латынина
- Валерий Кердемелиди
- Михаил Воронин